# Badia di Cantignano
La Badia di Cantignano è una frazione del comune di Capannori, in provincia di Lucca.
Ha 286 abitanti e si trova all'imboccatura della valle di Vorno, ai piedi dei Monti Pisani. L'abitato è dominato dall'abbazia benedettina, di cui resta la chiesa e il moderno campanile.

## Storia

### Impronte romane

#### Cantignano romana
Il nome Cantignano è di origine romana e viene fatto derivare dalla parola latina Cantinius diventata poi Cantinianus e infine Cantignano.
Nell'epoca dell'impero romano, del territorio di Cantignano facevano parte anche i paesi di Vorno, Guamo e Coselli che, a differenza di Cantignano, acquisirono importanza solo dopo la caduta dell'impero.
Il 28 marzo 1064 venne fondata in Cantignano l'Abbazia di Salvatore, per l'intervento dei discendenti della casata dei Giudici, insieme ad esponenti dei Da Bozzano e dei Comites Versiliae.
Il territorio rurale di Cantignano era importante per la difesa di Lucca, poiché sorvegliava una delle vie che, passando dalla " Valle Romana o Romagna " di Vorno e il passo del Moriglione, arriva nel Valdarno inferiore, a Volterra e a Pisa.
Tale via era in realtà una biforcazione della via romana che da Lucca arrivava a Cantignano. Infatti, la via romana usciva dalla Porta San Pietro di Lucca (allora chiamata Porta Pisana), proseguiva per il borgo San Salvatore in Silice, dove erano situate delle terme, attraversava un ramo del Serchio (l'attuale Ozzeri), e in località Trebbio (Trivium) biforcava.
Mentre un ramo andava dritto a sud, verso Santa Maria del Giudice, saliva al Passo di Dante, scendeva ad Aquae Pisanae (Bagni di San Giuliano) e raggiungeva Pisa, l'altro, deviando a sinistra e passando la località Piastre, attraversava Cantignano e Vorno e raggiungeva i Monti Pisani e il Valdarno.

### Gli acquedotti
Nel territorio di Badia di Cantignano, a sud del convento, nel 1836, furono trovati i resti romani d'acquedotto. Si trattava di una linea di pilastri tronchi sulle loro basi, costruiti con pietre squadrate e grossi mattoni.
Nell'estate del 1969 nella chiusa della vecchia abbazia fu scoperto un tunnel di oltre 120 metri di lunghezza che riforniva di acqua l'antico convento.
Questa galleria è fatta di muri a secco, con pietre poste una sopra l'altra, ed è alta quasi 2 m. Termina alle case dei Sodini, presso il Rio Nuovo di Vorno ed è attraversato da tre sorgenti di acqua limpidissima, che proviene da profondissime falde acquifere esistenti sotto il colle del Castellaccio.
Durante l'impero romano, la galleria sarebbe servita ai monaci per difendersi o scappare durante le guerre; oppure più semplicemente per mettere in comunicazione fra loro i due monasteri benedettini di Cantignano e di Guamo.

### Le terme
A Badia di Cantignano gli scavi fatti nel 1965 e nel 1966 misero in luce terme private annesse a una grande villa.
I resti di terme furono scoperti a due metri di profondità, sotto il presbiterio dell'abbazia.
Intorno all'attuale abside, infatti, fu trovato un muro circolare di epoca romana interrotto da un grosso muro trasversale, pure romano, che suddivide lo spazio in due vasche.
Ai due lati del muro furono ritrovati resti di pavimentazione mosaica a quattro colori; il mosaico non presenta nessun simbolo cristiano, ma riporta le caratteristiche dei tipici mosaici termali romani. Inoltre, nella stessa zona dei mosaici, furono ritrovati reperti di origine romana come lesene, mattoni, pietre, tubi di piombo, canali e tubi in terracotta, pezzi di ceramica e vetri colorati.

### Le ville
Le ville dei ricchi romani della Lucchesia erano costruite nei luoghi più belli e più fertili della campagna lucchese. Le vallate dei Monti Pisani furono, per la loro vicinanza alla città, uno dei loro luoghi preferiti. In queste zone furono ritrovati, in epoche diverse, reperti poi perduti a eccezione di una pietra tombale rinvenuta nella chiesa di Badia di Cantignano. Inizialmente il reperto era utilizzato come pietra d'altare; successivamente fu utilizzato come soglia per la porta principale della chiesa. Attualmente la pietra è custodita nel Museo Nazionale d'Arte di Lucca.

## Storia dell'abbazia

### L'abbazia di Cantignano

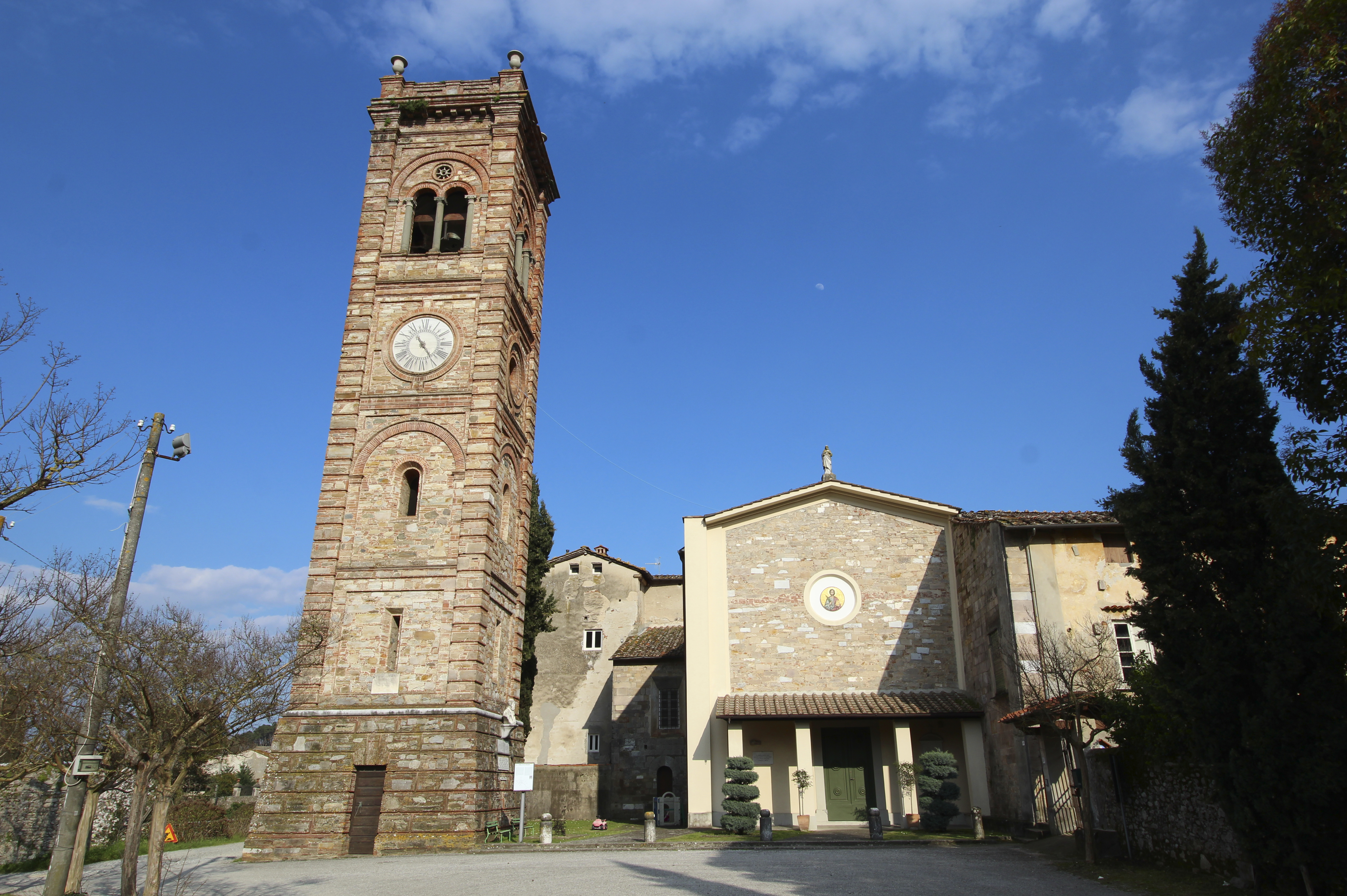
San Bartolomeo

Dopo la caduta dell'impero romano iniziò a espandersi il movimento benedettino, che fu considerato come il sostegno e la salvezza dell'ideale cristiano.
L'esistenza dell'abbazia e della chiesa di San Salvatore di Cantignano è attestata dal ritrovamento di vari documenti.
Tra i più importanti vi è quello del 914, riportato nel Barsocchini, in " Memorie e documenti per servire alla storia del Ducato di Lucca ".
Vi sono, inoltre, altri documenti risalenti all'XI e XII secolo che attestano l'esistenza di terreni confinanti con la chiesa e il monastero di San Salvatore di Cantignano. In essi la chiesa è chiamata anche Ecclesia Domini et Salvatoris.
La più importante testimonianza dell'esistenza dell'abbazia e della chiesa è data da un documento dell'abbazia di Fontebuona (Camaldoli), riportato negli "Annales Camaldulenses". All'interno del documento è riportato che nell'anno 1063, Eldibrando, figlio del marchese Lamberto di Camaldoli, vendette la sua porzione ecclesiae et monasterii S. Salvatoris, sito Cantiniano, merito unius anuli aurei.
Come attesta un documento del 1121, la chiesa e il convento di San Salvatore, nel secolo XII, erano sotto la congregazione monastica camaldolese.
L'esistenza di un'abbazia benedettina a Cantignano (la regola benedettina a Badia si diffuse per opera dei monaci di Bobbio durante il movimento benedettino, avvenuto dopo la caduta dell'impero romano), tuttavia, non è testimoniata solo dai documenti ritrovati, ma anche dalle tracce che essa ha lasciato sul territorio fino a oggi:
- il termine Badia, rimasto nel nome del paese (Badia di Cantignano) nonostante il passare dei secoli;
- il nome della chiesa (San Salvatore), tipico nome delle più antiche e importanti abbazie benedettine;
- gli avanzi marmorei di transenne corali risalenti all'VIII secolo;
- la monofora e la porticina del transetto di sinistra della chiesa;
- le pitture longobarde, scoperte nel 1965-66 sui muri della chiesa e del transetto.

### La prima Chiesa Benedettina
La prima chiesa benedettina di Badia di Cantignano risale al VII secolo con una struttura altomedievale.
L'abside della chiesa abbaziale aveva al suo interno la cattedra dell'abate e l'unico altare, a mensa, al centro del presbiterio. Intorno all'altare si trovavano i sedili dei monaci, che erano divisi dallo spazio riservato al popolo da un recinto corale fatto di marmo lavorato.
Nella prima metà dell'VIII secolo la chiesa fu ornata con pitture, dipinte direttamente sulla pietra, ispirate a esemplari di pitture romane. Sulla destra dell'abside furono scoperti, sotto uno strato di cinque centimetri d'intonaco, delle figure umane, con facce e profili considerati singolari.
Fra un pilastro e l'altro, oltre le due facce di un re e di una regina (quest'ultima poco visibile), si scoprono altri quindici profili di persone sovrapposti una all'altra. Anche queste pitture sono fatte sulla pietra.
L'ignoto pittore (forse un monaco), con questo lavoro, ha voluto rappresentare i re o i duchi longobardi e altri personaggi che fondarono e arricchirono l'abbazia.
Anche nell'angolo delle colonne di sinistra, probabilmente, dovevano esserci altre figure di abati e personaggi civili e religiosi che sono andate perdute.

### La seconda abbazia
Nei primi anni del XII secolo il monastero benedettino e la chiesa di San Salvatore di Cantignano furono concessi all'Ordine camaldolese.
Nel 1113 papa Pasquale II confermò la concessione dell'abbazia di Cantignano ai Camaldolesi, concessione destinata a durare fino all'anno 1433.
In questi tre secoli monaci si dedicarono alla costruzione del nuovo convento con due chiostri e della nuova chiesa, con pianta a croce latina e stile romanico.
All'interno della chiesa, l'abside era priva di finestre e la luce proveniva dall'unico rosone della facciata e dalle monofore dei transetti.
L'abside, inoltre, era decorata con archetti, lesene e scodelle di ceramica e nel fondo vi era il trono dell'abate circondato dai sedili dei monaci.
Il presbiterio, che era utilizzato dai monaci per svolgere le loro mansioni divine, diurne e notturne, era rialzato di circa 50 cm. con transenne che lo separavano dall'aula ecclesiastica.
Il pavimento originario del presbiterio e della chiesa era in mattoni, e vicino al presbiterio vi erano confessionali o due piccoli altari posizionati sotto due arcate.
Sopra la parte sinistra del transetto era posizionata la torre campanaria che, in alcune occasioni, serviva anche da avvertimento in caso di attacchi nemici.
Il muro settentrionale della chiesa e quello del transetto sono costruiti con pietre piccole e collocate con un preciso ordine, mentre quelle del muro meridionale sono pietre squadrate e più grosse.
Alcuni studiosi hanno supposto che l'attuale muro del lato sud della chiesa, non sia quello costruito dai camaldolesi, ma sia frutto di una costruzione successiva.
Il soffitto a capriate, costruito inizialmente dai monaci camaldolesi, fu sostituito nel XVIII secolo dal soffitto a volte che è almeno 40 cm più basso di quello precedente.
Per ultima fu costruita la facciata della chiesa romanica camaldolese di Cantignano terminata verso la fine del XIII secolo.
Nella zona a est della chiesa si trovavano:
- la facciata principale del convento col grande refettorio;
- lo scriptorium;
- la biblioteca;
- la sala del capitolo;
- la residenza dell'abate;
- la sala di rappresentanza.

Nella zona a sud della chiesa e della facciata principale si trovavano i due chiostri, con al centro un pozzo.
Attorno ai chiostri c'erano le celle dei monaci che, sia al piano terreno sia al piano superiore, affacciavano su porticati aperti, sostenuti da colonne di marmo.
Questi porticati erano posti tutti verso l'edificio principale e la chiesa.
Vi sono ancora oggi, nelle cantine del cosiddetto Palazzo delle Cento Finestre, resti della porta che i monaci varcavano per recarsi a pregare nel coro.
Inoltre, nella chiusa dell'abbazia, c'erano vari edifici utilizzati in modi diversi: lavatoi, laboratori artigiani, forni, molini ecc.
L'importanza che l'abbazia camaldolese di Cantignano ebbe dal XII al XV secolo è testimoniata dal fatto che il monastero era uno dei più rinomati di tutto l'Ordine.

### Costruzione della terza abbazia
A partire dalla seconda metà del XIV secolo le costanti guerre fra i Lucchesi, Pisani e Fiorentini rendevano impraticabile la vita religiosa ai monaci, obbligati a difendersi, scappare e ricostruire gli eventuali edifici andati distrutti. Tutto questo causò il declino materiale e spirituale del monastero di San Salvatore di Cantignano.
Il 6 maggio 1351, nel Capitolo generale camaldolese, tenuto nel convento di San Giusto di Volterra, l'abbazia di Cantignano fu considerata materialmente e spiritualmente mediocre a causa dei danni subiti durante le guerre Pisane e dall'incapacità degli abati di amministrarla e ripararla.
Un abate commendatario fu nominato nel 1401 quando l'abate generale dei Camaldolesi abbandonò momentaneamente l'abbazia di Cantignano, ormai cadente per le rovine e con pochi monaci al suo interno, e il suo successore il papa Bonifacio IX nominò l'abate commendatario Bartolomeo, canonico di San Frediano di Lucca dell'ordine di Sant'Agostino.
L'abate Bartolomeo riuscì ad aggiustare sia il convento sia la chiesa sia le case e gli altri edifici della Badia, danneggiati e bruciati. In questo periodo, con la ricostruzione e la consacrazione della nuova chiesa, fu aggiunto al titolo di San Salvatore anche il nome di San Bartolomeo.

### Il patrimonio dell'abbazia
La Badia di Cantignano possedeva, secondo un documento del 1702, una serie di terreni situati in diversi luoghi, che costituivano un notevole patrimonio immobiliare.
I terreni erano così sistemati:
- centosessanta coltre a Cantignano;
- sei coltre a Pontetetto e Massa Pisana;
- una coltra a Capannori;
- una coltra a San Donato;
- quattro coltre a Guamo;
- ventinove coltre a San Lorenzo a Vaccoli;
- sei coltre a Mugnano;
- ventitré coltre a San Quirico in Casale;
- cinquanta coltre a Massa Macinaia;
- sessanta coltre a Verciano;
- tre coltre a Vorno.

A Cantignano si trovavano il Palazzo delle Cento Finestre, tre molini, tre frantoi, trentatré case con capanne.
A San Lorenzo a Vaccoli vi era una casa con capanna.
A San Quirico in Casale (Guamo) erano situate due case con capanne, a Massa Macinaia si trovava una casa e un'altra si trovava a Verciano, e infine a Lucca nella parrocchia di San Frediano erano presenti due case.
Il ricavato che l'abate otteneva con l'affitto degli edifici terreni era di 1259 staia di grano, 97 scudi, 4 some di vino, 3 capponi, 5 carri di fieno e paglia.

## Il nuovo campanile
Nel 1896 il nuovo parroco, don Macarini (successore di don Benedetti), annunciò la costruzione della nuova torre campanaria al popolo di Cantignano.
A questa iniziativa prese parte tutta la popolazione, dai più grandi ai più piccoli senza nessuna distinzione di sesso, che iniziò a lavorare per la realizzazione del campanile.
La costruzione della torre campanaria terminò nel 1898 con l'aggiunta dell'ultimo elemento essenziale, le campane, risalenti al 1862 e fuse da Lorenzo Lera di Lammari. Il 25 settembre 1946 venne rifusa la campana maggiore in Solb3 dalla Fonderia Lera di Borgo Giannotti; entrambe le campane sono suonabili a corda a slancio lucchese.

## Infrastrutture

### Palazzo delle Cento Finestre
Il "palazzo dalle Cento Finestre" è un edificio, divenuto in seguito ricca residenza patrizia, che fu costruito a est della chiesa parrocchiale tra il 1434 e il 1450.
La costruzione del nuovo edificio fu voluta da P. Traversari, abate generale dei camaldolesi, che, durante una visita a Cantignano, notò le rovine del convento e della chiesa causate dalle continue guerre fra pisani, lucchesi, fiorentini e genovesi nel XII, nel XIV e nel XV secolo.
Per risollevare la Badia di Cantignano dalla decadenza, l'abate, con l'aiuto di vari architetti, decise di ricostruire e dare una nuova forma all'abbazia in modo che abbandonasse l'aspetto originario dei monasteri benedettini.
Il nuovo edificio costruito a est della chiesa divenne la parte principale del monastero e al suo interno si trovavano scantinati illuminati da alcune finestre inferriate posizionate all'altezza del piano stradale.
Davanti alla facciata del monastero erano situati l'entrata principale, caratterizzata dalla presenza di un portone fatto di pietre squadrate, e l'atrio che portava nel cortile. Al centro del cortile, che era circondato da due lati da un porticato, vi era un pozzo antico.
Nella parte inferiore del porticato vi erano le grandi celle dei monaci che erano dotate da un caminetto e due ampie finestre, e ogni cella era sistemata in modo da potersi congiungere all'androne che portava alla chiesa.
All'interno del monastero, oltre le prigioni, si trovavano:
- le camere utilizzate dagli abati come abitazione;
- il refettorio;
- la sala della biblioteca;
- lo scriptorium;
- la foresteria.

Il nome "palazzo della cento finestre" venne attribuito al nuovo edificio solo a partire dalla metà del Cinquecento e, precisamente, quando il 9 giugno 1544, con un atto del notaio Giovanni Ciuffarini, l'abate commendatario Silvestro Gigli consegnò il convento e le terre circostanti al padre Matteo. Da quel momento, l'edificio a est della chiesa di Cantignano, infatti, diventò il palazzo di campagna della ricca famiglia Gigli.
Nel 1632 i Gigli, dopo lunghi anni di amministrazione, vendettero il palazzo al signor Nicolao Franciotti che era un componente di una delle famiglie più potenti di Lucca.
Il 24 ottobre del 1642, con un atto del notaio Lorenzo Pieri, il palazzo delle Cento Finestre passò in affidamento dai signori Franciotti ai patrizi Alessandro e Pietro Massei che erano componenti di una famiglia aristocratica di Lucca.
I Massei trascorrevano maggior parte dell'anno nella villa di Badia ed è qui che nacque, il 17 luglio 1657, Bianca Teresa Massei che, dopo la morte del padre nel 1685, divenne proprietaria del Palazzo sposandosi con Bonviso Bonvisi.
Nel corso del XVIII secolo i Bonvisi decisero di fare alcune modifiche sia al palazzo sia alla chiesa del vecchio convento realizzando un grande giardino con statue, fontane e un laghetto.
In seguito alla morte di Bianca Teresa Massei, avvenuta il 31 gennaio 1714, il palazzo fu consegnato ad Alessandro e Girolamo, figli di Bianca, che vi abitarono fino alla fine del secolo.
Nei primi anni del XIX secolo Bianca Bonvisi, unica erede della famiglia Bonvisi-Massei, decise di ricomprare il convento, pignorato precedentemente dal governo lucchese, diventandone la legittima proprietaria.
Con la morte di Bianca Bonvisi la notorietà del Palazzo delle Cento Finestre finì poiché i successivi possessori furono dei coltivatori, che trasformarono il famoso palazzo in una casa-fattoria appigionando e cedendo a terzi pezzi dell'ampio edificio.
Dalla fine del Ottocento il palazzo è stato utilizzato per scopi diversi: vi ebbe sede la prima scuola comunale e in seguito un cinema, ha ospitato un bar e alcuni laboratori artigiani. Attualmente, invece, ha prevalentemente un uso abitativo.

## Il giardino delle meridiane di Badia di Cantignano

### La riscoperta
Nel 2018 a seguito di ricerche e studi  sono stati riscoperti otto quadranti solari all’interno del giardino del palazzo delle Cento Finestre, questi apparati erano stati completamente dimenticati ed erano parte di altrettanti orologi solari. 
Questi ultimi sono divisi in due gruppi di quattro ciascuno, un gruppo è rivolto a sud e l’altro ad ovest, questa disposizione è funzionale perché quelli rivolti a sud sono illuminati prevalentemente al mattino, mentre gli altri prevalentemente nel pomeriggio, quando gli altri sono in ombra, inoltre con questa distribuzione gli orologi solari  adornano il giardino in maniera armonica.  
Questi ultimi erano una peculiarità della villa, nati per dare un’impronta di raffinatezza, da mostrare agli ospiti nei ricevimenti.  Ecco una descrizione della vita dei nobili lucchesi : ” Essi (i nobili) per la maggior parte hanno studiato e sono molto istruiti, conducono la conversazione con argomenti solidi e razionali e sanno mescolarvi gradevoli motti di spirito… si recano nella villa, dove hanno stabilito riunirsi…” 
I quadranti sono stati numerati iniziando da quello a sinistra (per chi osserva dal centro del giardino), quindi quelli rivolti a sud vanno dall’uno al quattro, mentre quelli rivolti a ovest vanno dal cinque all’otto. 

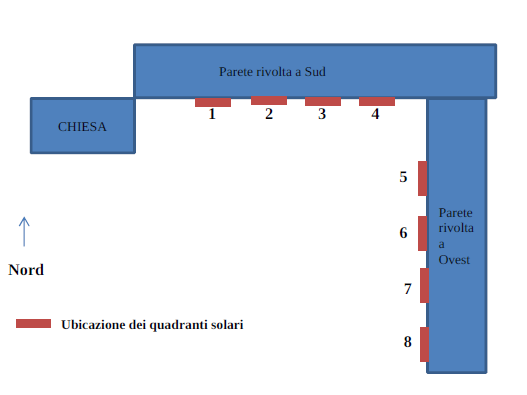
Ubicazione quadranti solari a Badia di Cantignano

Si possono osservare quattro sistemi di misura del tempo diversi, c’è corrispondenza tra la disposizione dei due gruppi: infatti il primo della sequenza sud adopera lo stesso sistema del primo della sequenza ovest, cioè il quadrante uno usa lo stesso sistema del cinque e così via.
Entrando nel dettaglio, il sistema adottato dagli apparati numero uno e cinque è quello ad ore diseguali, la denominazione fornisce subito un’indicazione. Erano chiamate anche temporarie o canoniche. 
Viene presa in considerazione solo la parte del giorno che va dalla levata al tramonto del sole, la notte viene esclusa, questo intervallo viene diviso in dodici parti (ore) uguali. È chiaro che  d’inverno il periodo di luce è più breve che in estate e quindi in inverno le ore sono più brevi  che in estate, da qui nasce appunto la denominazione diseguali. Non è un caso che l’orologio (il numero uno) sia posto vicino all’abside dell’adiacente chiesa di San Bartolomeo, infatti questa, l’ora canonica, è citata nei vangeli, utilizzata dalla chiesa, quindi questa è la collocazione più adatta. Le ore diseguali sono state usate fino al XII-XII secolo circa.
Gli orologi numero due e sei usano il sistema italico. Il giorno intero era diviso in ventiquattro ore; il tramonto era il riferimento per iniziare il conteggio di conseguenza  coincide sempre con le ore ventiquattro.
Questo metodo aveva una buona utilità nei tempi scorsi quando la principale fonte di luce era il sole.
Si supponga che la meridiana ad ore italiche indichi le diciotto, poiché il sole tramonta sempre alle ventiquattro, con una semplice sottrazione 24-18=6 si ricava che ci saranno ancora sei ore di luce, molto utile per programmare il lavoro. Questo sistema rimase in uso nella repubblica di Lucca fino al 1799, quando venne dismesso ci furono resistenze al cambiamento specialmente nel contado. C ‘erano anche orologi ad ore italiche, naturalmente dovevano essere riallineati tutti i giorni per fare in modo che le ore ventiquattro coincidessero con il tramonto. Questo sistema è stato in uso dal XII-XIII secolo al XVIII secolo circa.
I quadranti numero tre e sette adottano il sistema oltramontano o francese, perché portato dai francesi con Napoleone, a Lucca sostituì l’italico nel 1799, come già detto prima, è il metodo che si usa oggi. Ha il vantaggio, rispetto all’italico, di non dover allineare gli orologi meccanici ogni giorno. In uso dal XVIII secolo.
Gli ultimi apparati, i numero quattro e otto sono ad ore babiloniche, la denominazione deriva dalla provenienza orientale del metodo di misura, si può dire che è il sistema “speculare” dell’italico: anche qui il giorno è diviso in ventiquattro ore uguali ed il riferimento da cui iniziare il conteggio era la levata del sole. Gli orologi solari babilonici non erano in uso in Italia, sono rari, qui ne sono conservati due splendidi esemplari. L’adozione di questo sistema va dal XII-XIII secolo al XVIII secolo circa, quindi nello stesso periodo dell’italico.

### Il restauro dell’orologio solare numero 8
Nel 2021 è stato restaurato l’orologio numero otto, che ora si può ammirare perfettamente funzionante.

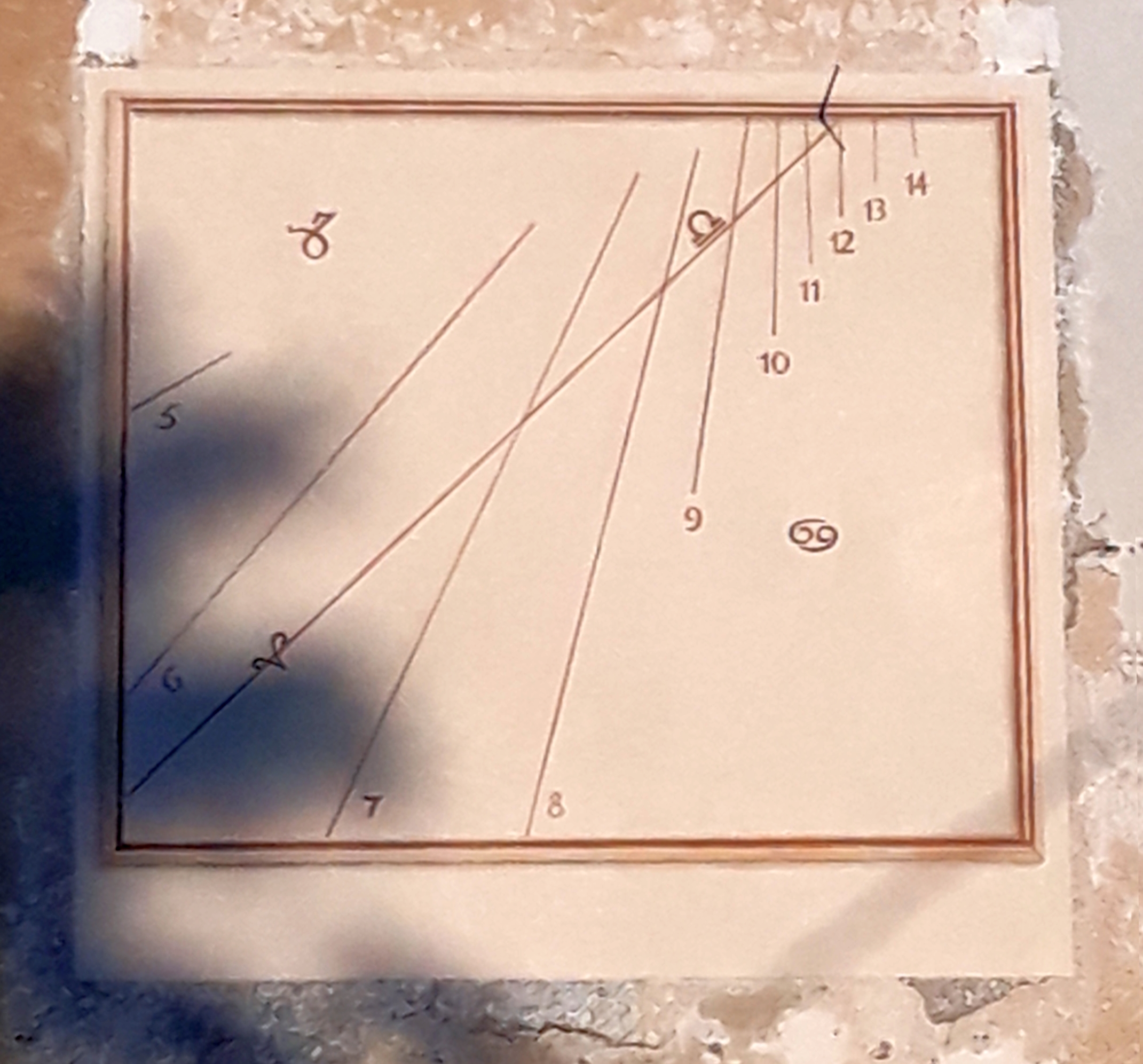
Orologio solare numero 8 restaurato, nel giardino del palazzo delle cento finestre

Viene impiegato un ortostilo, cioè lo gnomone, che proietta la sua ombra sul quadrante è perpendicolare al piano dell’apparato, oltre che alle linee orarie che vanno dalle cinque alle quattordici è tracciata anche la linea degli equinozi con i rispettivi segni zodiacali: l’ariete e la bilancia. Nella parte superiore c’è il segno del capricorno ad indicare il solstizio invernale, mentre in quella inferiore si può vedere il simbolo del cancro per mostrare il solstizio estivo.  Questo apparato è  funzionante e gli errori sono molto contenuti.
Tutti gli orologi solari sono coevi, infatti sono realizzati con gli stessi materiali e con le stesse tecniche, anche lo stato di usura è simile. Con buona probabilità sono stati realizzati intorno al 1750 o subito dopo, dai Buonvisi e avevano anche lo scopo di adornare ed abbellire il giardino. 
George Christoph Martini, detto il pittor sassone, che si stabilì a Lucca e visitò e descrisse questa villa non fa menzione di questi imponenti apparati,  le sue descrizioni, anche di altre ville, sono minuziose e sicuramente non gli sarebbero sfuggiti otto grandi orologi solari (misurano mediamente 1,8 m per lato). Il pittor sassone muore nel 1745. Con l’arrivo di Napoleone alla fine del 1700 inizia la decadenza di questo imponente edificio per cui è ragionevole pensare che queste opere siano state realizzate tra il 1745 ed il 1799.
Questo sito, con un così alto numero di orologi solari, è praticamente unico in Italia, è interessante sotto diversi profili: quello storico, quello architettonico e anche quello scientifico: infatti per progettare questi apparati bisognava padroneggiare bene l’astronomia e la geometria.